# مونيكا وودز
مونيكا وودز (بالإنجليزية: Monica Woods)‏ هي صحفية أمريكية، ولدت في 29 أغسطس 1972.